# فيسنتي فولتش
فيسنتي فولتش (بالإسبانية: Vicente Folch y Juan)‏ هو عسكري إسباني، ولد في 1755 في ريوس في إسبانيا، وتوفي في 1829 في هافانا في كوبا.